# سلاح تکتونیکی
سلاح تکتونیکی (انگلیسی: Tectonic weapon) یک وسیله یا سیستم فرضی است که می‌تواند با تداخل در فرآیندهای زمین‌شناسی طبیعی زمین، باعث ایجاد زلزله، فوران‌های آتشفشانی یا سایر رویدادهای لرزه‌ای در مکان‌های مشخص شود.
این تعریف در سال ۱۹۹۲ توسط الکسی وسولودوویچ نیکولایف، عضو متناظر آکادمی علوم روسیه، ارائه شد: «یک سلاح تکتونیکی یا لرزه‌ای، استفاده از انرژی تکتونیکی انباشته شده لایه‌های عمیق‌تر زمین برای ایجاد یک زلزله مخرب است.» او افزود: «هدف قرار دادن خود برای ایجاد زلزله بسیار مشکوک است.» اگرچه تاکنون هیچ دستگاهی برای این منظور ساخته نشده است، اما سلاح‌های تکتونیکی گاهی اوقات به عنوان ابزار داستانی در آثار تخیلی ظاهر شده‌اند.

## مفهوم
از لحاظ تئوری، یک سلاح تکتونیکی با ایجاد یک بار قدرتمند از انرژی کشسانی به شکل حجم تغییر شکل یافته پوسته زمین در منطقه‌ای از فعالیت تکتونیکی عمل می‌کند. سپس این امر پس از انفجار هسته‌ای در مرکز زمین‌لرزه یا یک پالس الکتریکی گسترده، به یک زلزله تبدیل می‌شود.
در حالی که یک انفجار هسته‌ای می‌تواند باعث ایجاد زلزله در شعاع چند ده کیلومتری شود، زلزله‌های ناشی از انفجارها، بسیار کوچکتر از خود انفجار بوده‌اند. مطالعه‌ای در مورد همبستگی احتمالی بین آزمایش‌های هسته‌ای بزرگ در محل آزمایش نوادا و زلزله‌های صدها کیلومتر دورتر در کالیفرنیا، هیچ اوجی در لرزه‌خیزی در زمان انفجارها نشان نداد.
یک آزمایش هسته‌ای زیرزمینی مگاتنی در سال ۱۹۶۸، باعث لغزش سطحی کاملاً قابل مشاهده تا شعاع ۴۰ کیلومتری شد. سازمان زمین‌شناسی ایالات متحده آمریکا اعلام کرد که این آزمایش باعث پارگی گسل جدیدی به طول حدود ۱۲۰۰ متر شده است. گفته شده است که زلزله سال ۱۹۹۸ در افغانستان توسط آزمایش‌های گرماهسته‌ای که دو تا بیست روز قبل در محل‌های آزمایش در هند و پاکستان انجام شده بود، ایجاد شده است؛ با این حال، سازمان زمین‌شناسی ایالات متحده از داده‌ها نتیجه گرفت: «هیچ مدرکی مبنی بر ارتباط مستقیم بین آزمایش هسته‌ای و زلزله بزرگ در افغانستان وجود ندارد و این یک تصادف محض است که آنها از نظر زمان و مکان نزدیک به هم رخ داده‌اند».